# Сорокин, Евграф Семёнович
Евгра́ф Семёнович Соро́кин (6 [18] декабря 1821, Большие Соли, Костромская губерния — 17 [29] февраля 1892, Москва) — русский живописец, последователь романтического академизма, важная фигура среди московских художников рубежа николаевской и пореформенной эпох, педагог; мастер исторической картины и церковный декоратор, также работал как жанрист. Академик (с 1861) и профессор (с 1878) Императорской Академии художеств, преподаватель Московского училища живописи, ваяния и зодчества (с 1859). Старший брат художников Павла, Василия и Рафаила Сорокиных.

## Биография
Родился 6 [18] декабря 1821 года в посаде Большие Соли Костромской губернии (ныне Некрасовское в Ярославской области).
Первоначальные навыки в искусстве Евграф Сорокин получил, работая рядом с ярославским иконописцем И. Ф. Телегиным, расписывавшим церковь в посаде. Евграф сам начал расписывать стены храмов в Больших Солях, затем в Ярославле, получив известность среди заказчиков. Особенное участие встретил Сорокин со стороны одного священника, церковь которого он расписывал. По совету этого священника, к приезду императора Николая I в Ярославль Сорокин написал картину «Пётр Великий, за обедней в соборе, замечает рисующего его портрет А. Матвеева и предугадывает в нём даровитого живописца». Эта картина была представлена Государю, который повелел определить Сорокина в Императорскую Академию художеств, где последний обучался живописи под руководством профессора А. Т. Маркова. Уже в следующем, 1842 году Сорокин получил похвалу совета академии за историческую и портретную живопись; в 1843 и 1845 годах — малые серебряные медали за рисунок с натуры и за эскиз «Убиение архидиакона Стефана»; в том же 1845 году — большую серебряную медаль за картину «Усекновение главы Иоанна Крестителя» и в 1847 году — малую золотую медаль за картину «Даниил со львами»; в 1849 году Сорокина за написанную по программе картину «Ян Усмошвец останавливает быка, при владении Россиею великого князя Владимира» был удостоен большой золотой медали и затем отправлен на казённый счет на четыре года за границу для довершения своего художественного образования. Осматривая и изучая по пути всё замечательное, «что касается до художеств», Сорокин посетил Германию, Бельгию, Францию, Испанию, Сирию и Египет. В Испании он сделал копию с картины Рибейры «Святой Павел».
В 1859 году Сорокин возвратился в Россию и занял должность преподавателя живописи в Московском училище живописи, ваяния и зодчества, где и служил до самой смерти. В 1861 году, за написанную во время заграничного путешествия картину «Благовещение Пресвятой Богородицы», Сорокин был признан академиком. Значительное число из всех живописных работ Сорокина составляют образа разного рода. Его кисти принадлежат шесть образов в иконостасе и стенные изображения евангелистов Марка и Иоанна, Тайной вечери, Спасителя во славе и Нагорной проповеди в парижской церкви Александра Невского (в 1860—1861 гг.), фигуры святых Лаврентия и Стефана для северных и южных дверей и некоторые образа в иконостасе московского храма Христа Спасителя; ему также принадлежит окончание и отчасти исправление на стенах этого же храма некоторых произведений Ф. А. Бруни, не законченных вследствие смерти последнего. За работы в храме Христа Спасителя Сорокин в 1878 году был возведён в звание профессора. В первое время своей художественной деятельности Сорокин занимался и жанровой живописью: ему принадлежит несколько сцен из итальянской и испанской жизни, например: «Испанские цыгане» и «Свидание» и «Нищая девочка в Испании».
Умер в своей квартире в здании училища живописи, ваяния и зодчества в Москве 17 (29) февраля 1892 года. Похоронен в Москве на кладбище Покровского монастыря.

## Семья
- Дед — Тимофей Андреевич (1776—?), купец, в 1816 году перешёл в мещанское сословие.
- Отец — Семён Тимофеевич (1799—?), имел 13 детей, четверо из которых стали художниками.
- Младший брат — Павел Семёнович (1829/30—12.05.1886), живописец, график; писал картины на исторические и религиозные темы, жанры и портреты[2].
- Младший брат — Василий Семёнович (1833—1921), живописец, мозаичист; писал пейзажи, делал мозаичные картины для храмов[2].
- Младший брат — Рафаил Семёнович (28.05.1838—30.06.1900), живописец, архитектор, статский советник[2].
- Жена — Анна Семёновна (в девичестве — Попова), из известного рода купцов-чаеторговцев Поповых[2], племянница К. А. Попова[5].

## Галерея

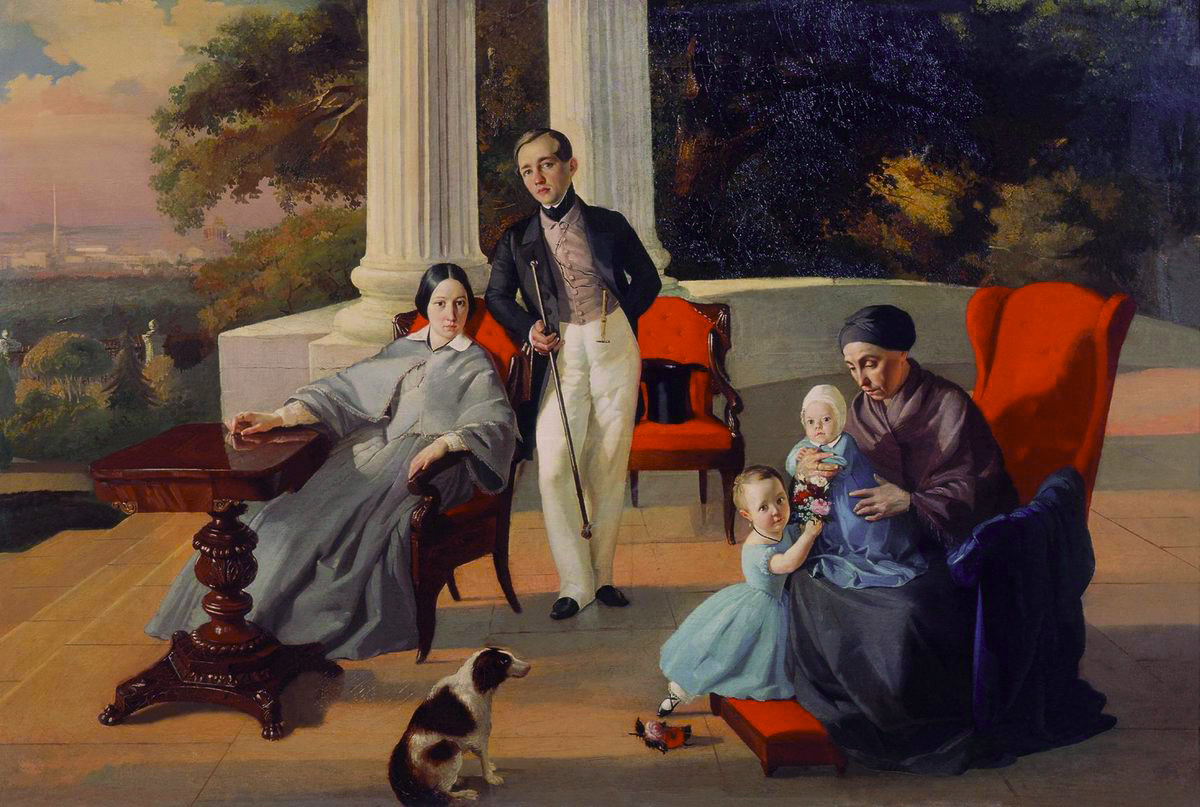
Семейный портрет. 1844
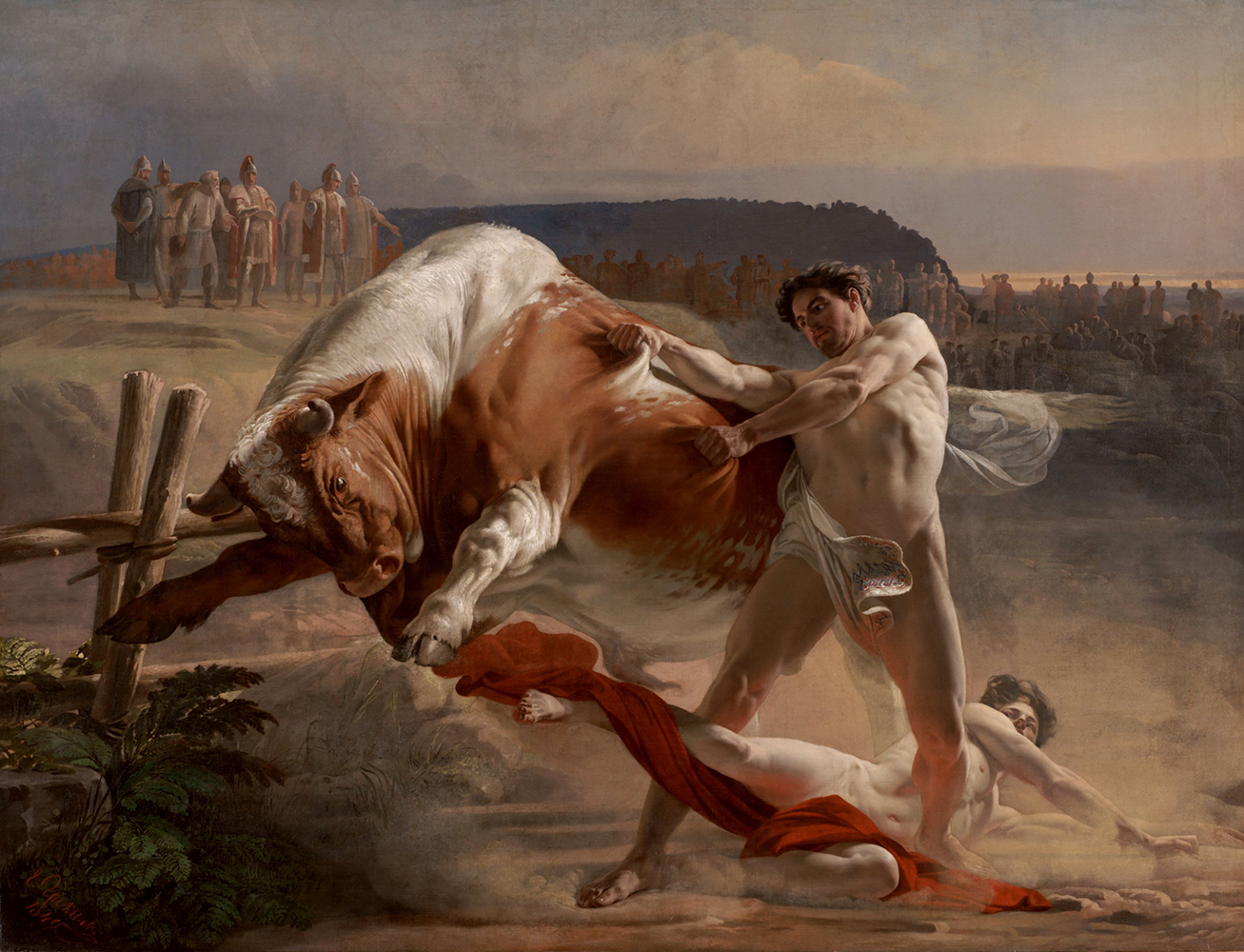
Ян Усмошвец останавливает быка, при владении Россиею великого князя Владимира. 1849
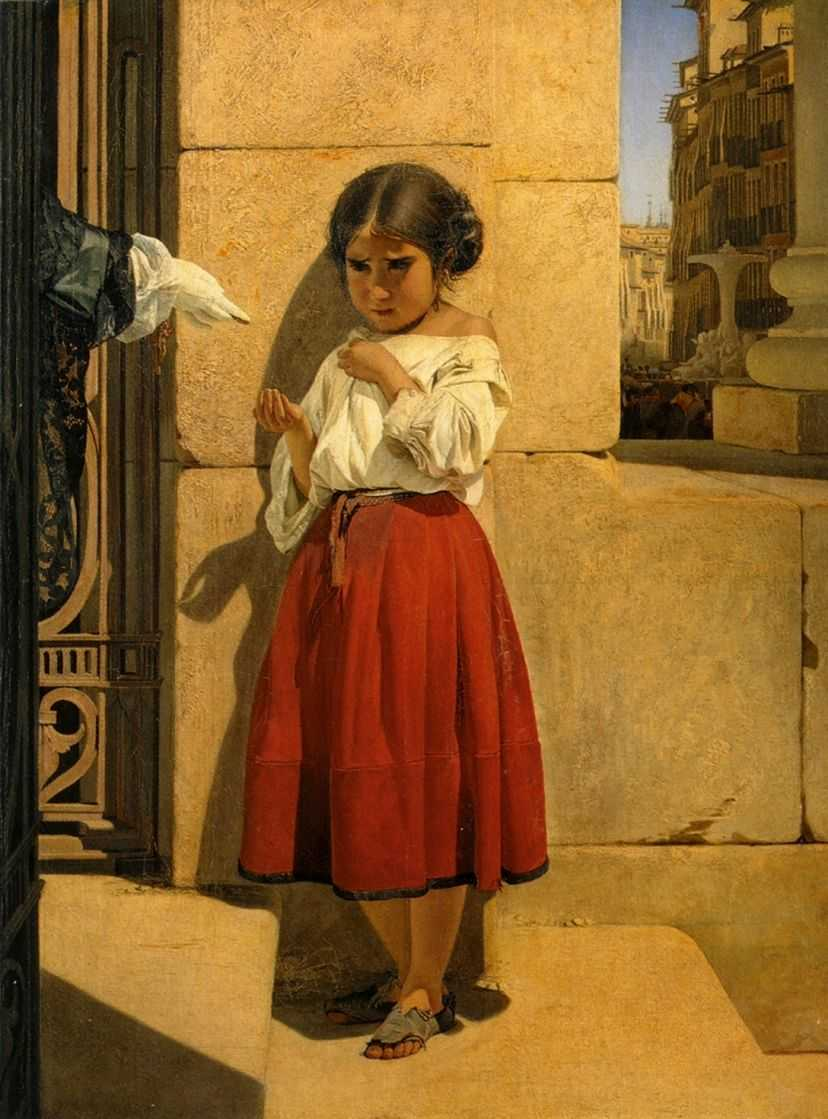
Нищая испанская девочка. 1852
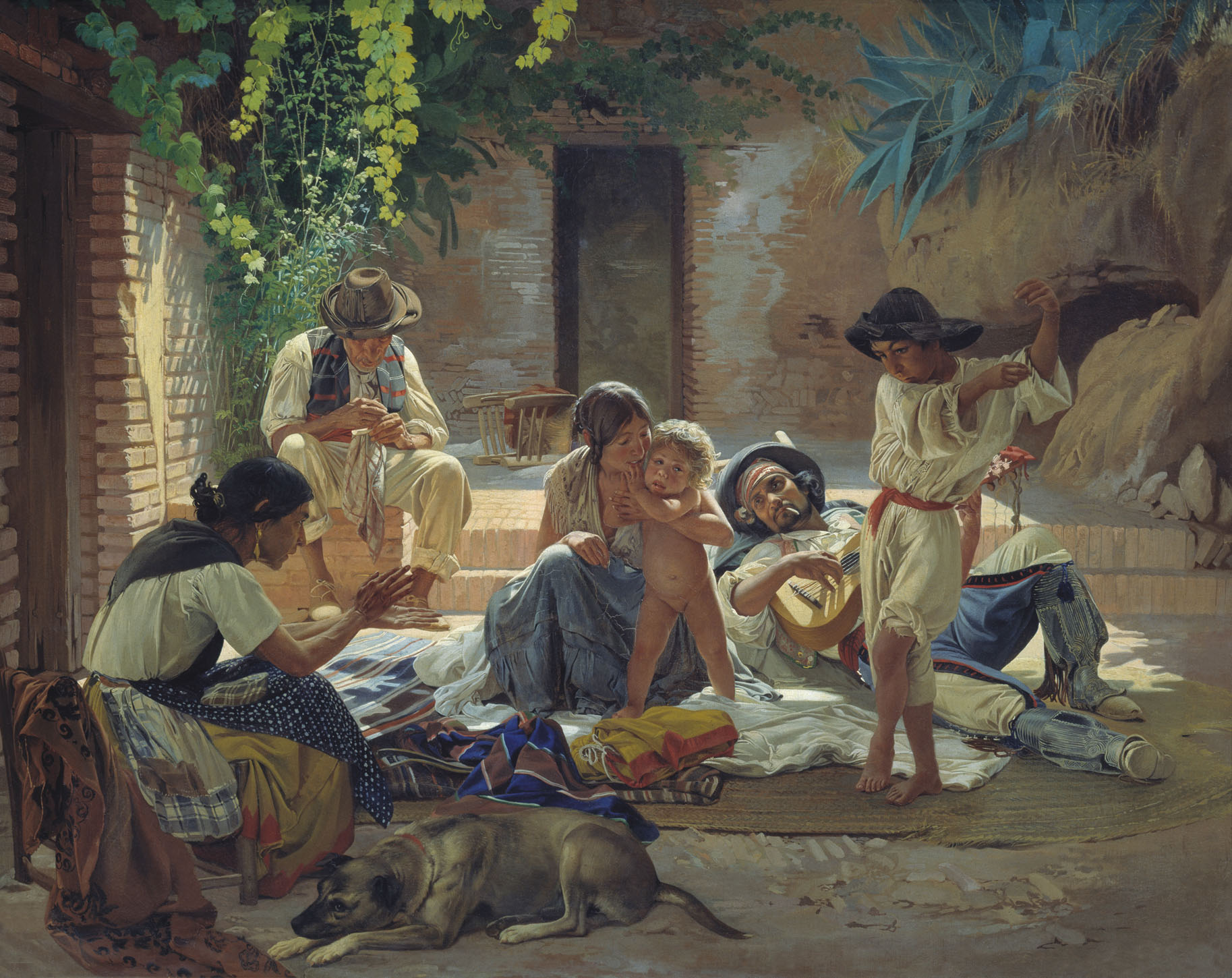
Испанские цыгане. 1853
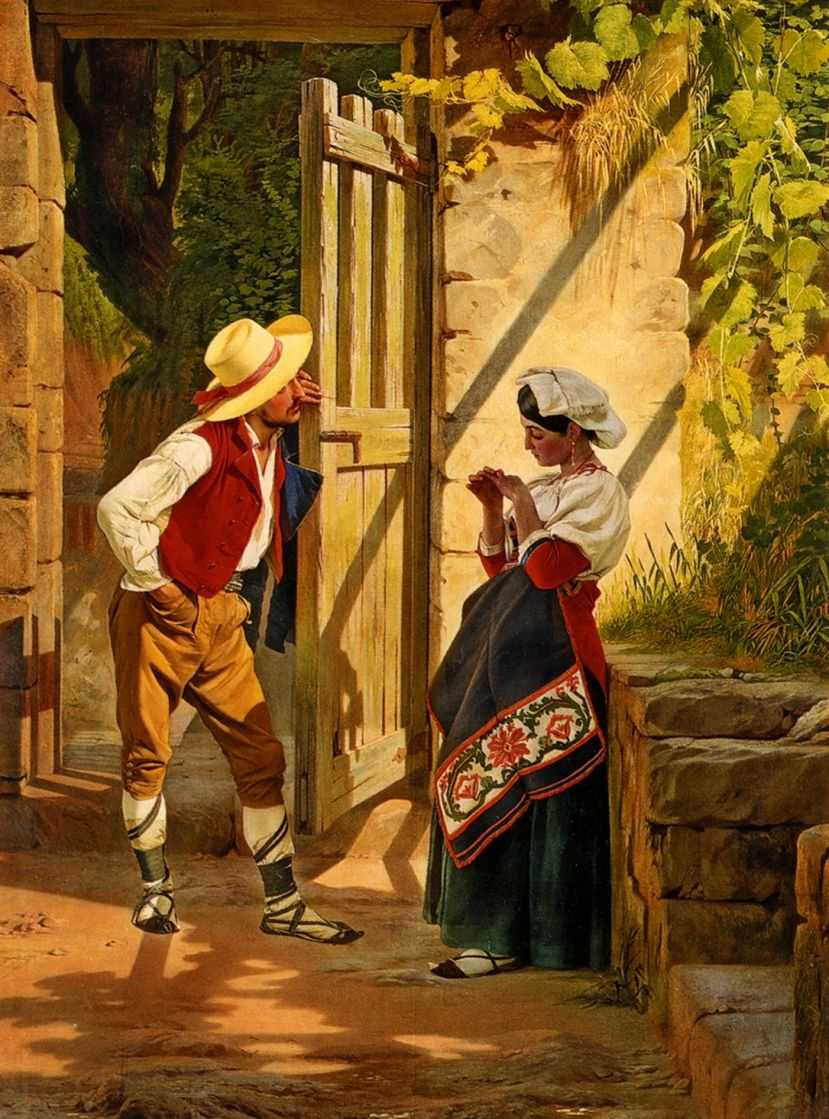
Свиданье. 1858
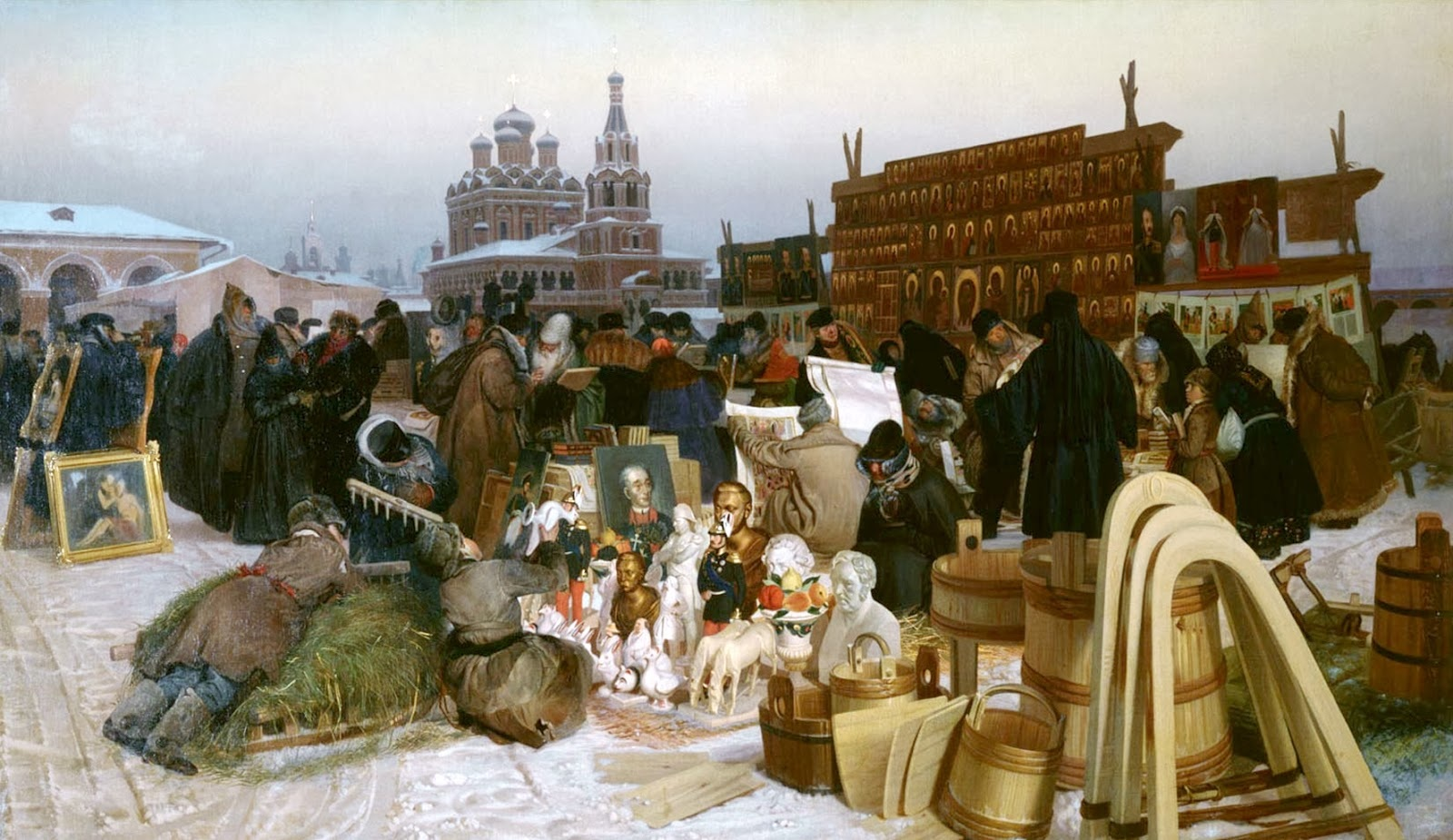
Развал. 1859
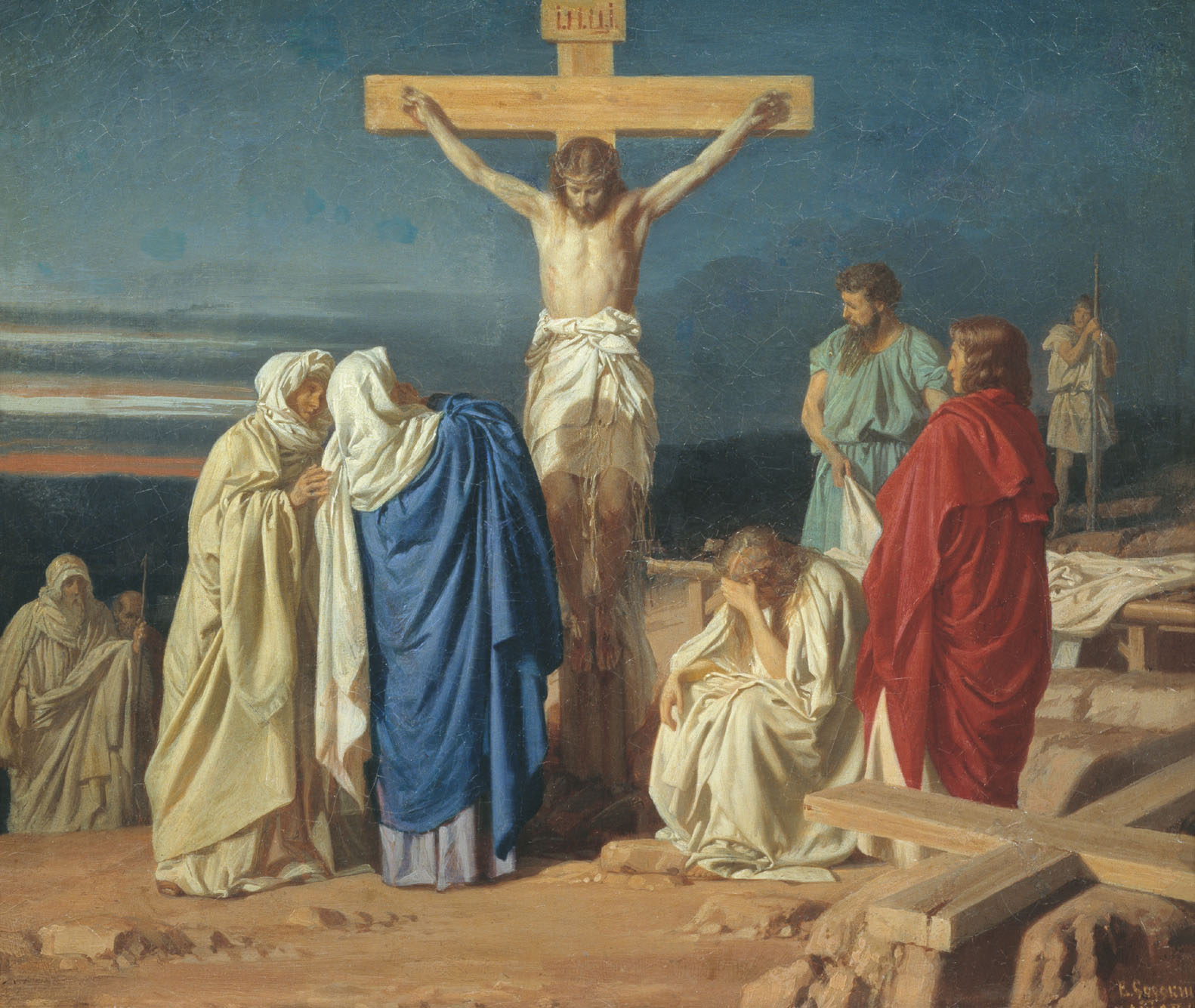
Распятие. 1873

## Комментарии
1. ↑  Илариона Петровича Тихомирова (1791—1857) — деда краеведа Иллариона Александровича Тихомирова, учившегося в дальнейшем у Сорокина.